# Nisha Kothari

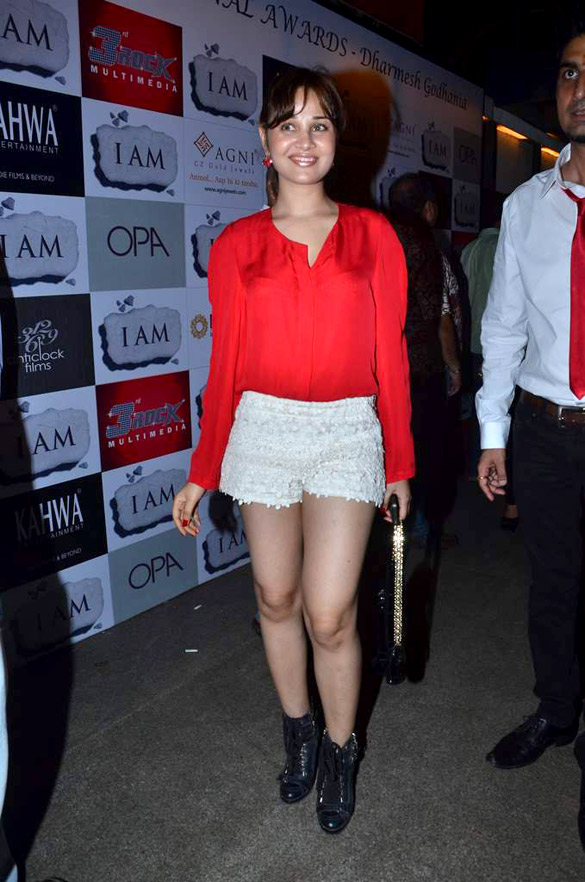
Nisha Kothari

Nisha Kothari (Bengalí: নিশা কোঠারী, Hindi: िनशा कोठारी; nacida como Priyanka Kothari el 30 de noviembre de 1983 en Benarés, estado de Uttar Pradesh) es una actriz india también conocida como Amoga. Es famosa por su carrera como actriz en la escena de Bollywood.

## Biografía
Nacida en Benarés, Uttar Pradesh (India) es una actriz y modelo. Se mudó a Nueva Delhi y obtuvo un título de grado en química de la Universidad de Delhi. Comenzó su carrera de modelaje en la producción Jay Jay, como Amoga.

## Filmografía
- Okka Magadu (2007)
- Ram Gopal Varma Ke Sholay - Ghunghroo
- Shivá (2006)
- The Killer (2006) - Ria
- Darna Zaroori Hai (2006) - Aparición especial
- James (2005) - Nisha V. Rawat
- Sarkar (2005) - Sapna
- Jay Jay (2003) - Jamuna (como Amoga)